# 桑多镇
桑多镇，是中华人民共和国西藏自治区昌都市类乌齐县下辖的一个乡镇级行政单位。

## 行政区划
桑多镇下辖以下地区：
巴仁卡社区、冬孜巷社区、恩达村、扎西贡村、桑多村、达日通村、生格公村、贺日村、热扎卡村和扎通卡村。